# Déraillement d'un train dans l'Ohio en 2023

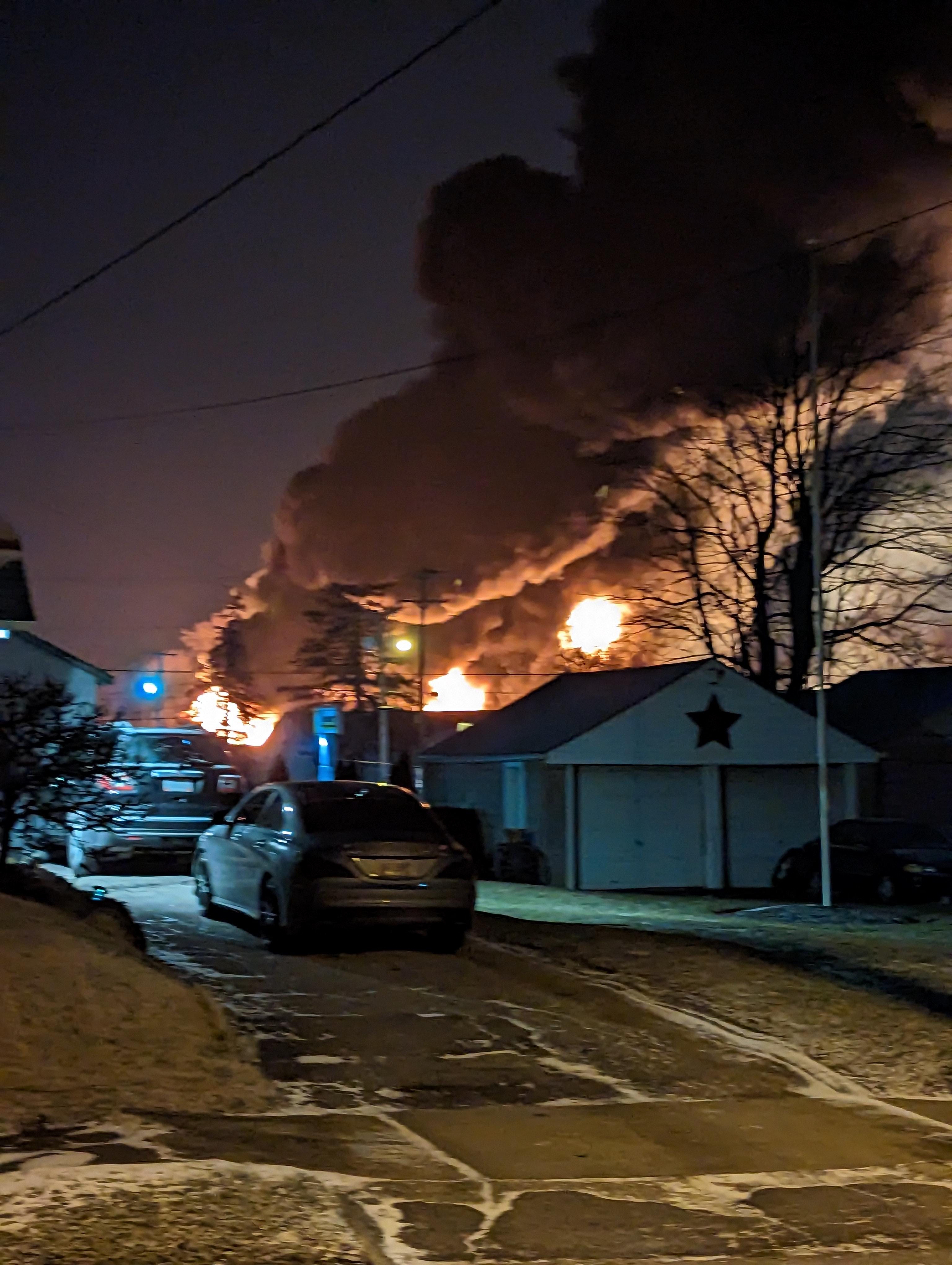
Les flammes et la fumée provoquées par l'accident, vues depuis un quartier résidentiel d'East Palestine.

Le 3 février 2023, un train de marchandises transportant des produits chimiques dangereux, dont du chlorure de vinyle, déraille puis explose et brûle en totalité dans la localité d'East Palestine dans l’État de l'Ohio aux États-Unis. Ce train de marchandises de la Norfolk Southern 32N comprenait 141 wagons chargés, neuf wagons à vide et trois locomotives. Il effectuait un trajet de Madison dans l'Illinois vers Conway en Pennsylvanie.
Le déraillement provoque un incendie qui dure plusieurs jours. Le 6 février, afin d'empêcher une explosion, les équipes d'urgence procèdent à une combustion contrôlée, ce qui aurait permis une libération maitrisée et progressive de produits chimiques toxiques brûlants. La combustion a libéré du chlorure d'hydrogène et du phosgène hautement toxiques dans l'air.
Les habitants sont évacués dans un rayon de 1,6 km autour du sinistre,. Aucun mort ou blessé n'a été signalé. Cependant, des résidents des habitations à proximité se plaignent depuis l'accident de maux de tête, sans que le lien direct avec l'accident ne soit pour l'heure établi.
L'incendie et le rejet de produits toxiques provoquent en outre la mort d'une partie de la faune locale.

## Contexte
Le train n'était pas équipé de freins pneumatiques à commande électronique, qui, selon un ancien responsable de la Federal Railroad Administration, auraient atténué la gravité de l'accident. En 2017, Norfolk Southern avait par une action de lobbying  persuadé l'administration Trump de ne pas implémenter une réglementation rendant obligatoire l'utilisation de tels freins sur les trains transportant des produits dangereux.

## Déraillement
Vers 8 h 55, heure locale, le 3 février 2023, environ 50 wagons déraillent à hauteur d’East Palestine, une petite localité proche de la frontière entre l'Ohio et la Pennsylvanie. Sur les 141 wagons du convoi, 20 transportaient des produits dangereux, dont 14 du chlorure de vinyle. Parmi les autres produits chimiques transportés, de l'acrylate de butyle, de l'acrylate de 2-éthylhexyle, de l'isobutène, des combustibles liquides et des résidus de benzène,,.
Environ 48 heures après l'accident, le Conseil national de la sécurité des transports américain publie les résultats de son enquête préliminaire indiquant que le déraillement a été causé par un problème mécanique sur l'essieu de l'un des wagons.